# Skarzyńscy herbu Bończa
Skarzyńscy herbu Bończa, znani również jako Skarżyńscy – polski ród szlachecki wywodzący się z Mazowsza, występujący również na Podlasiu oraz w Wielkopolsce. 
Rodzina ta wydała polskiej historii jednego senatora.

## Historia
Skarzyńscy są rodziną mazowiecką wywodzącą się ze Skarzyna (zlokalizowanego w dawnej ziemi łomżyńskiej). 
Pierwsza zapiska z nimi związana pochodzi z 1436 roku w Wiźnie. 
Polski heraldyk, Bartosz Paprocki, w swoim herbarzu zawiera informację, że ze Skarzyńskich pochodził niejaki Łukasz – kanonik poznański, a także jego brat, Feliks Skarzyński – archidiakon dobrzyński, kanonik warszawski, kaznodzieja i spowiednik królowej Anny.
Niesiecki wspomina również o Stefanie Skarzyńskim, który urodził się na Podolu, miał on wstąpić do zakonu jezuitów, gdzie zmarł w roku 1675, administrował kolegium rawskim. Kolejny z tej rodziny Jerzy, zmarł w Pułtusku w 1611 roku.
Historyk Zbigniew Leszczyc wspomina, że pierwsza zapiska o tym rodzie pochodzi z 1436 roku w Wiźnie. Jedna z linii Skarzyńskich posiada w herbie czerwone pole zamiast niebieskiego. Inna gałąź tego rodu otrzymała we Francji tytuł baronów w 1813 roku, z tej okazji otrzymali również ulepszoną wersję herbu odpowiadającą nowemu statusowi (tzw. herb baronowski), tytuł baronowski tej rodziny został potwierdzony w Prusach w 1841 roku. 
Hrabia Zdzisław Lubieniecki poślubił dnia 2 lipca 1896 roku Marię Skarzyńską. 
Wraz z biegiem czasu oraz wpływy historyczne Skarzyńscy podzielili się na różne gałęzie. 

### Gałąź pierwsza
Pierwsza gałąź tego rodu miała liczne posiadłości ziemskie, przykładowo jej członkowie panowali na Gawłowie, Żukowie, Chodakowie, Drozdach i Konarowie. Aleksander Skarzyński zmarły w 1786 roku, właściciel tych dóbr, był starostą niegrodowym na Muchowie, cześnikiem brzezińskim i łowczym łomżyńskim.
Gawłów i Żuków to miejscowości szczególnie związane z tą rodziną, gdyż ich właścicielem był również Jerzy Skarzyński, zmarły w 1818 roku. Za życia pełnił liczne funkcje dygnitarskie, funkcjonował jako sędzia grodowy oraz podstarości grodowy sochaczewski w 1789 roku. Jerzy był także podkomorzym sochaczewskim w 1791 roku, prezesem sądu apelacyjnego księstwa warszawskiego w 1809 roku, senatorem-kasztelan Królestwa Polskiego (16 lipca 1817 roku). Niechlubnie zapisał się w historii jako marszałek spisku antypolskiego zwanego konfederacją targowicką z powiatu sochaczewskiego w 1792 roku. 

#### Odnoga starsza
Odnoga starsza pierwszej gałęzi, otrzymała tytuł hrabiowski (wł. conte) papieski przyznany 8 stycznia 1884 roku. 

#### Odnoga średnia
Odnoga średnia tej samej gałęzi otrzymała tytuł baronowski francuski prawem pierworodztwa z udostojeniem herbowym w dniu 16 marca 1814 roku. Tytuł ten został następnie przyznany w Królestwie Polskim 24 maja 1824 roku, a jego uznanie w Prusach nastąpiło 5 marca 1841 roku. Oznacza to, że dana odnoga posiadała tytuły baronowskie we Francji, Polsce oraz Prusach. 

## Znani członkowie
- Ambroży Skarżyński
- Dionizy Skarżyński
- Erazm Skarżyński
- Jerzy Skarżyński
- Kazimierz Skarżyński
- Wincenty Skarżyński
- Zygmunt Józef Skarżyński
- Kazimierz Skarżyński

## Galeria

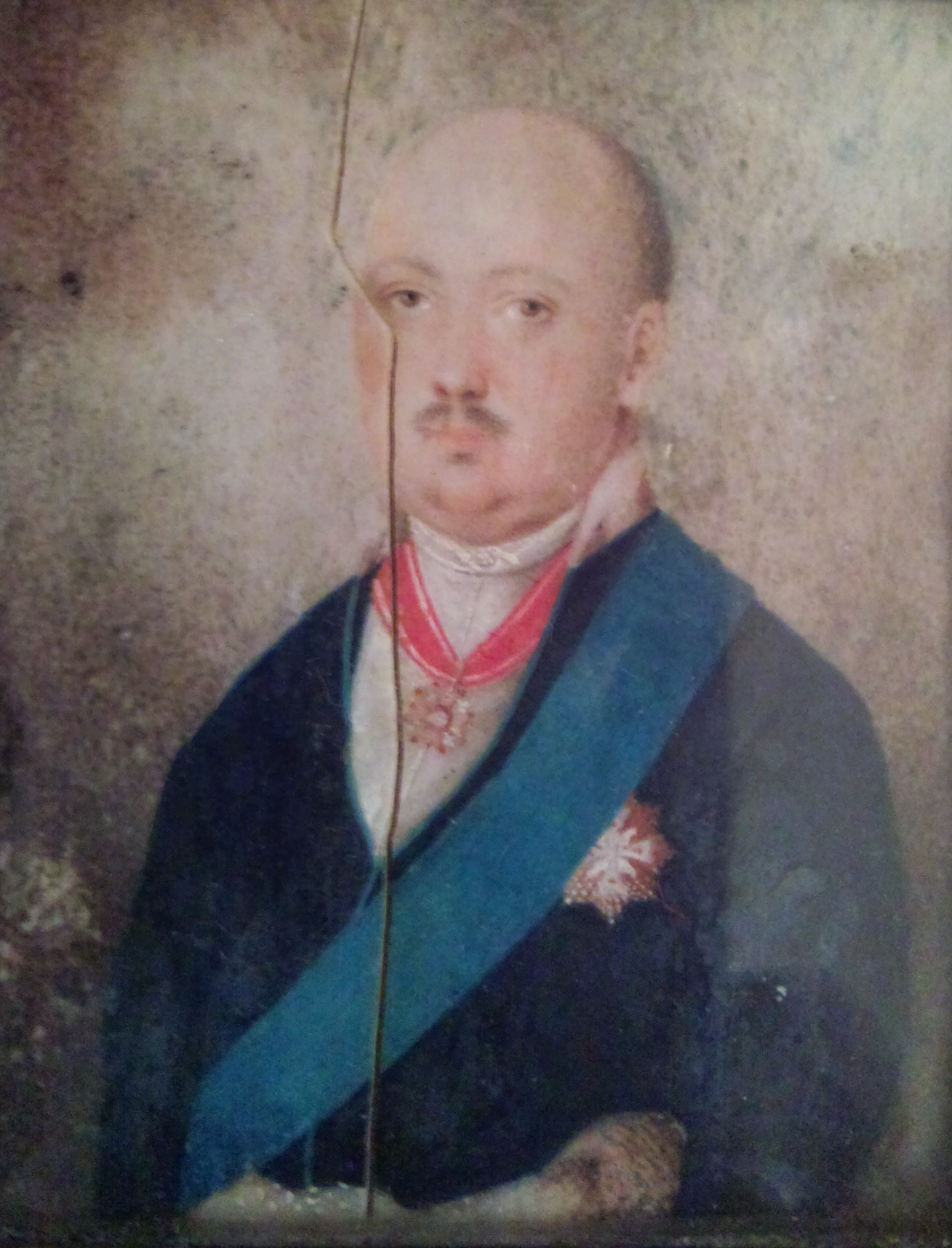
Portret barona Ambrożego Skarżyńskiego znajdujący się w prywatnej kolekcji rodziny Ciesla (XIX w.).
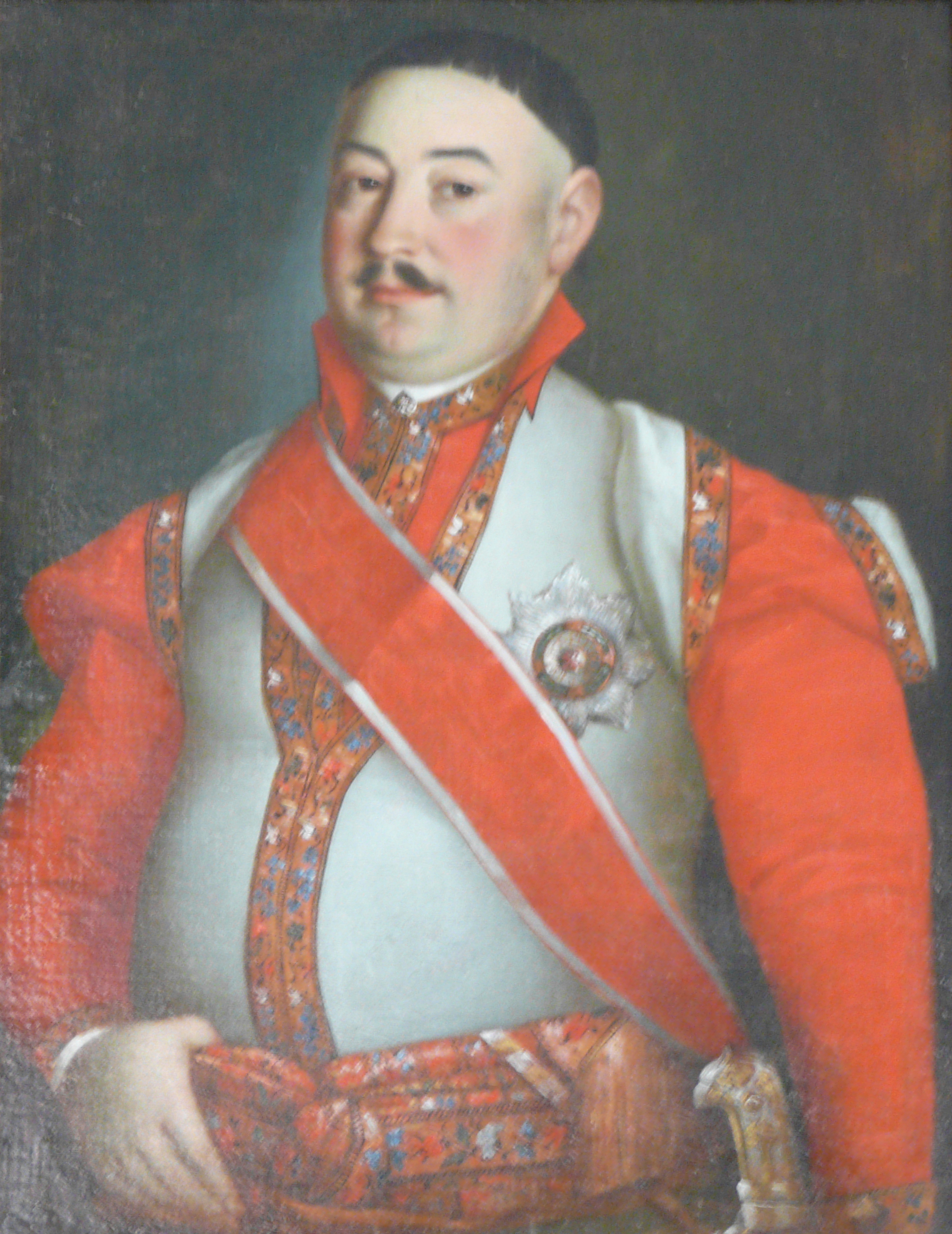
Portret Jerzego Skarżyńskiego z Orderem Św. Stanisława znajdujący się w Muzeum Narodowym w Poznaniu (XVIII w.)
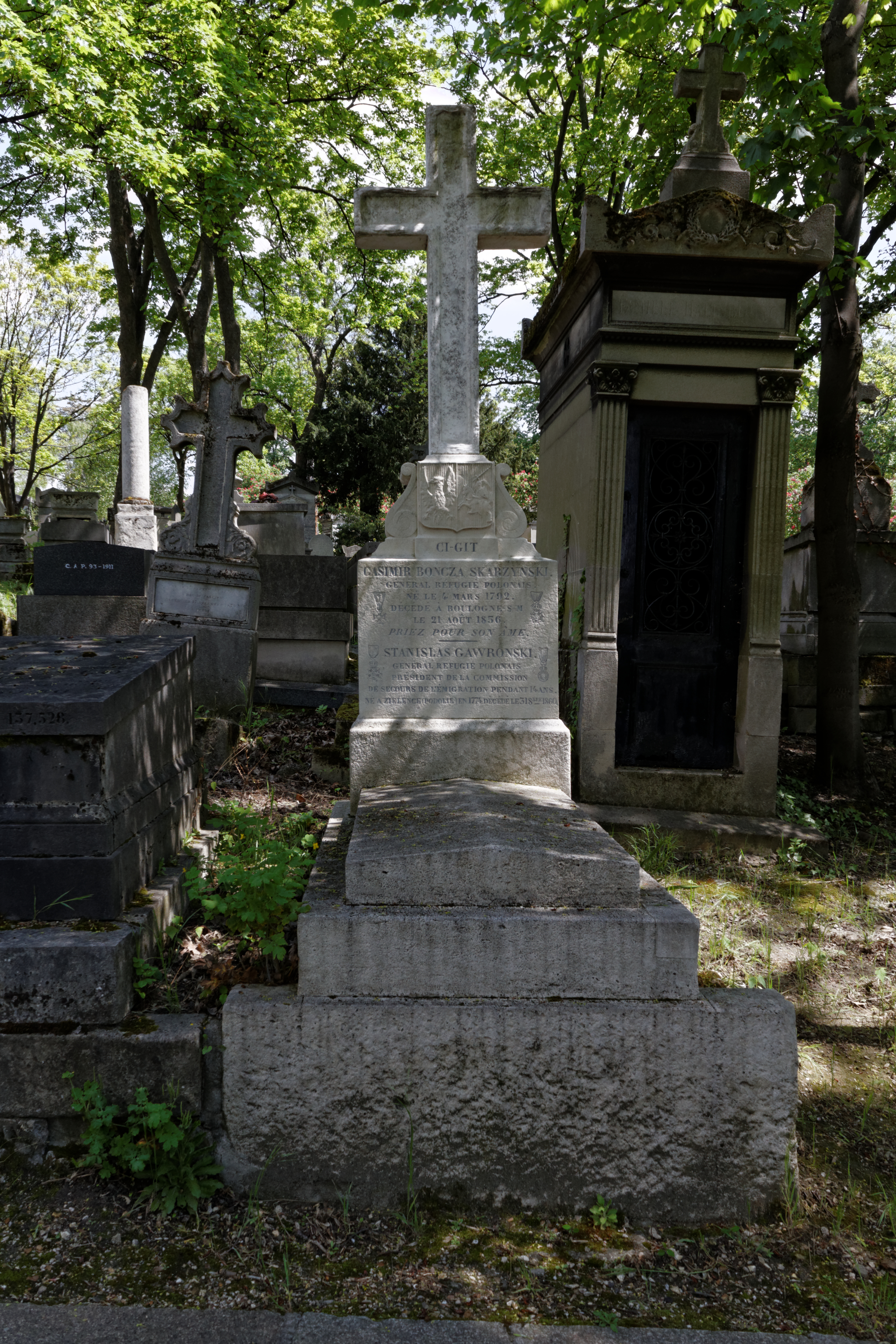
Nagrobek generała Kazimierza Skarżyńskiego na cmentarzu Père-Lachaise w Paryżu.
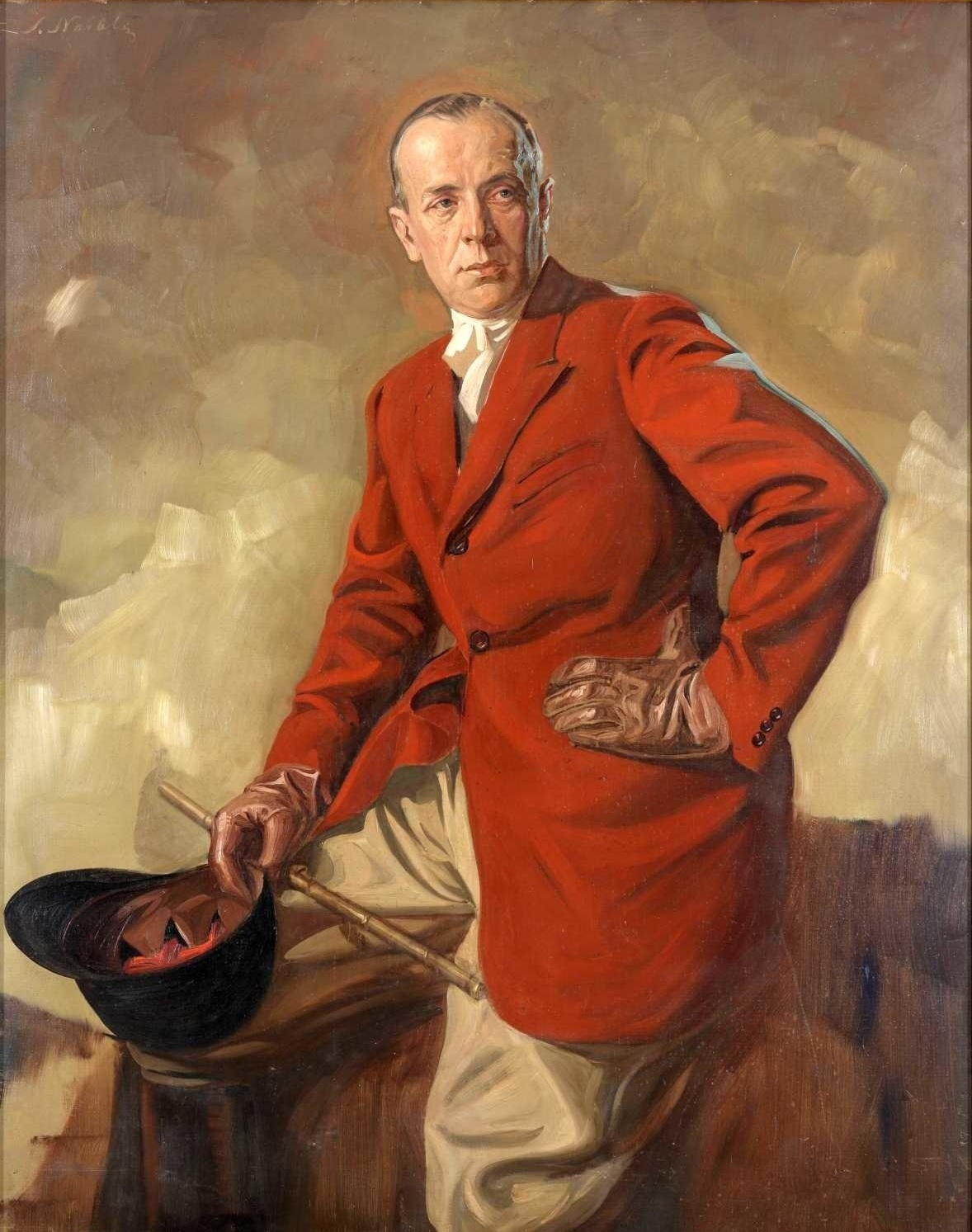
Portret Kazimierza Skarżyńskiego autorstwa Stefana Norblina (1935).